# 赛义德·埃扎托拉希
賽義德·埃扎托拉希·阿法格（波斯語：سعید عزت‌اللهی آفاق，1996年10月1日—）是伊朗职业足球运动员，司职防守型中场，现效力于丹麥足球超級聯賽瓦埃勒俱乐部和伊朗国家队。
埃扎托拉希出身于马拉万青年学院，从小就给人留下了深刻的印象，他在2012年首次亮相一线队，并在16岁时成为伊朗职业足球联赛历史上最年轻的球员。他赢得了许多荣誉，包括伊朗足协的年度最佳年轻球员奖。2014年，他被 Wonderkids评为最有天赋的足球运动员之一。 
他在2015年11月12日以3-1战胜土库曼斯坦隊的比赛中进球，成为伊朗国家足球队历史上最年轻的进球者，年仅19岁零42天。 

## 国际职业生涯

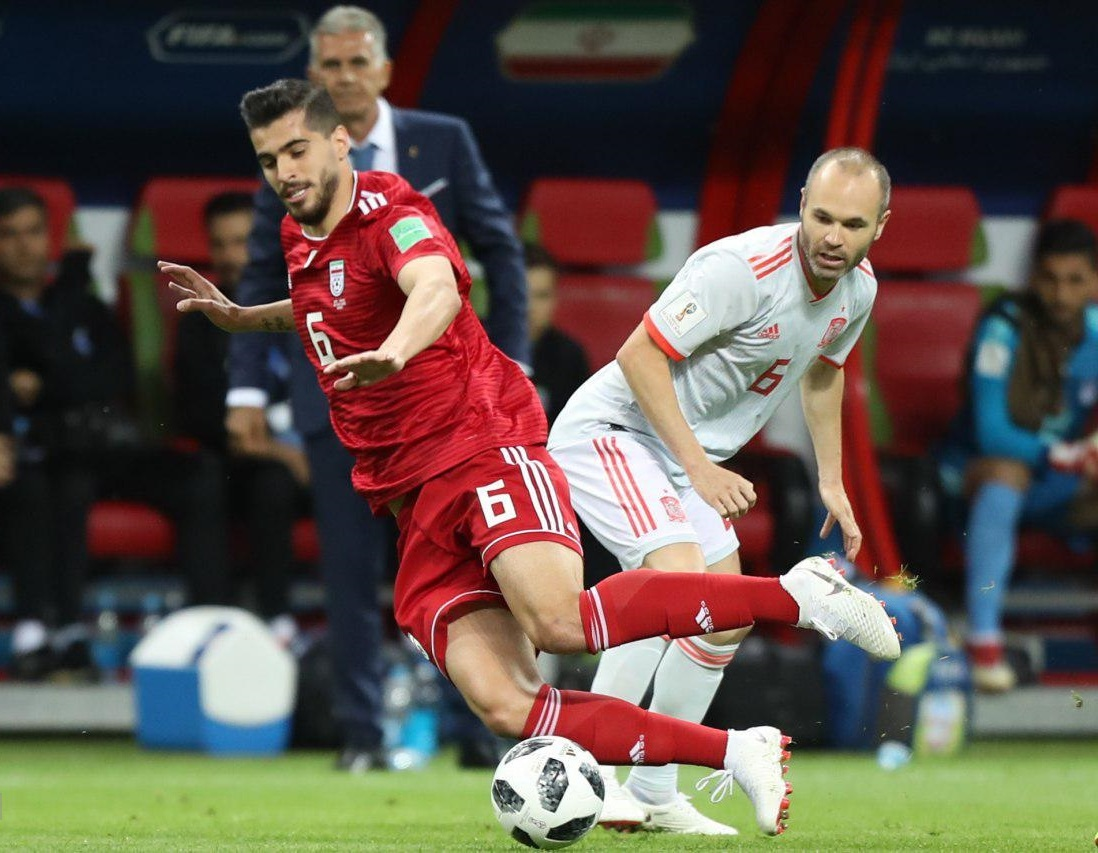
Ezatolahi在2018年国际足联世界杯上代表伊朗国家足球队对阵安德烈斯·伊涅斯塔的西班牙国家足球队比赛

### 青年时期
赛义德·埃扎托拉希曾与伊朗U17国家足球队一起参加2013年國際足協U-17世界盃的所有小组赛和16强比赛。
他被阿里·杜斯蒂默尔邀请加入伊朗U20国家足球队。他在对阵阿拉伯联合酋长国U20国家足球队的比赛中打进了他的第一个进球。 Ezatolahi在2014年亞足聯U-19錦標賽期间为伊朗出战了两场比赛。
由于2016年亚足联U23锦标赛没有在国际足球比赛日历期间举行，埃扎托拉希未被Rostov释放。

### 成年
2015年5月16日，他被卡洛斯·奎罗斯邀请加入伊朗国家足球队训练营。 Ezatolahi入选乌兹别克斯坦的熱身賽对阵伊朗以及2018年國際足協世界盃外圍賽 (亞洲區)对阵土库曼斯坦的最终名单。他在2015年6月11日对阵乌兹别克斯坦的比赛中首次首发上场，并以1-0获胜。他在2015年11月12日对阵土库曼斯坦的世界杯预选赛中获得他的第四次上场比赛，并打进了他在成年国家队的第一个进球，帮助伊朗以3-1获胜。他成为伊朗国家队史上最年轻的进球得分者，年仅19岁零42天。 2018年5月，他入选伊朗参加俄罗斯2018年国际足联世界杯的初选名单。 由于预选赛中的红牌，他错过了伊朗对阵摩洛哥的首场小组赛，但参加了对阵西班牙和葡萄牙的另外两场比赛。由于受伤，他未能入选伊朗参加2019年亞足聯亞洲盃的名单。